# 暴走パニック 大激突
暴走パニック 大激突（ぼうそうパニックだいげきとつ）は1976年2月28日に公開された日本映画。主演：渡瀬恒彦、監督：深作欣二。制作は東映京都撮影所、配給は東映。併映『横浜暗黒街 マシンガンの竜』（主演：菅原文太、監督：岡本明久）。

## 概要
同じ1976年に渡瀬恒彦を主演として5月に公開された中島貞夫監督『狂った野獣』と並び、「日本映画でカーアクションは成立するか」という命題に立ち向かった作品である。このため本作が、"日本で最初のカーチェイス映画"と評される。そもそも日本にはHEIST＝ヘイスト（強盗もの）映画も、車がバコンバコン破壊され、ジャンプし、転がり回るようなカーアクション映画はそれまで存在しなかった。当時、監督の深作は似たような内容の"実録映画"ばかり作らされて辟易し本作の製作を受け入れたとされる。本作は『いつかギラギラする日』（1992年）の原型ともいわれる。
ちなみに予告編のBGMに「脱獄広島殺人囚」、「暴動島根刑務所」、「山口組外伝 九州進攻作戦」、「ザ・カラテ」の一部が流用されている。

## ストーリー
ブラジルでのゴージャスライフを夢見るバーテンの山中高志は仲間の関光男と組み、派手なフェイスマスクとショットガンで銀行強盗を重ねる。しかし神戸の銀行を襲ったとき、関がトラックの下敷きになり轢死。山中はカーチェイスの末、何とか逃げ切ったが関の身元が割れる。山中は逃亡の準備を始めたが、事情を聞いていた関の兄・勝男が弟の慰謝料代わりに山中から強奪金をむしり取ろうと執拗に追いかけてくる。指名手配の山中を追う警官・畠野を交えて、道行く一般車・バイク・通行人を巻き込み、三つ巴のカーチェイスは、暴走族やラジオクルーも加わり、大パニックに発展する。

## スタッフ
- 企画：本田達男 、杉本直幸
- 脚本：神波史男 、田中陽造 、深作欣二
- 撮影：中島徹
- 照明：若木得二
- 録音：中山茂二
- 美術：富田治郎
- 音楽：津島利章
- 編集：市田勇
- 助監督：篠塚正秀
- 記録：田中美佐江
- 装置：吉岡茂一
- 装飾：西田忠男
- 背景：西村三郎
- 美粧：田中利男
- 結髪：白鳥里子
- 演技事務：森村英次
- 衣裳：高安彦司
- スチール：中山健司
- 擬斗：上野隆三
- 進行主任：長岡功
- カーアクション：東洋レーシング
- 監督：深作欣二

## キャスト
- 山中高志：渡瀬恒彦
- 緑川ミチ：杉本美樹
- 関光男：小林稔侍
- 栗山愛子：渡辺やよい
- 手塚益夫：風戸佑介
- 小沢平吉：三谷昇
- 新田栄一：曽根将之
- 警察署主任：汐路章
- 兼光徹：林彰太郎
- 長髪の若者：志賀勝
- アナウンサー：潮健児
- 若い警官：成瀬正
- 小坂巡査：大木晤郎
- 高志の父：北村英三
- 暴走族：前河潔
- 駐在の巡査：秋山勝俊
- 高志の母：東龍子
- 若い男：岩尾正隆
- バーテン：神のぼる
- 喫茶店主：西田良
- 刑事：野口貴史
- タクシーの運転手：片桐竜次
- サラリーマン風の運転手:宮城幸生
- 軽トラ運転手：志茂山高也
- ラジオカーのスタッフ：波多野博
- 警官：森源太郎
- サラリーマン：奈辺悟
- 若い男：松本泰郎
- 外車の女：紅かおる
- 高志の兄嫁：丸平峰子
- 安ホテルの女将：星野美恵子
- 木村巡査：白井孝司
- 刑事：木谷邦臣
- 神戸の銀行支店長：山田良樹
- 大阪の銀行支店長：疋田泰盛
- 近藤：大城泰
- 毛皮屋の主人：島田秀雄
- 高志の兄：笹木俊志
- 警官：小峰一男
- 刑事：世羅豊
- 刑事・喫茶店の客：有島淳平
- ニュース解説者：酒井哲
- 関勝男：室田日出男
- 畠野作治：川谷拓三

- 以下ノンクレジット
- 鑑識課員：藤沢徹夫
- ラジオカーのスタッフ ・大阪の銀行員：寺内文夫
- 神戸の銀行員：池田謙治、峰蘭太郎
- 神戸の銀行員・ラジオカーのスタッフ：鳥巣哲生
- 神戸の銀行の客：那須伸太朗
- 関光男を轢いたトラックの運転手：前川良三
- 暴走族・捜査本部の鑑識課員：司裕介
- 神戸の事故現場の警官：友金敏雄
- 神戸の事故現場の刑事・捜査本部の刑事：遠山金次郎
- 喫茶店の客：野村鬼笑、藤本秀夫、畑中伶一
- 喫茶店の客・大阪の銀行員：大矢敬典、平河正雄
- 喫茶店の客・神戸の銀行員：西山清孝
- アパートの主婦：富永佳代子
- アパートの子供：細井慎悟
- バーテン：小坂和之
- 警官・大阪の銀行員：矢部義章
- 大阪の銀行員：壬生新太郎
- 野次馬・ボーイ：鳥居敏彦

## 製作経緯

### 企画成立まで
1973年から始まった「仁義なき戦いシリーズ」は、東映に実録路線という新たな鉱脈を生み、1974年の『仁義なき戦い 完結篇』で一旦ピリオドが打たれたが、ドル箱シリーズを終わらせるには惜しいと考えた会社側の意向で「新仁義なき戦いシリーズ」という番外編に雪崩れ込む。前シリーズの焼き直しだった新シリーズ1作目『新仁義なき戦い』の後、新シリーズ2作目『新仁義なき戦い 組長の首』は、実録要素を含まない完全なオリジナルストーリーであったため、そこで新機軸として投入されたのが、車で急襲するカーチェイス要素だった。執念がこもった白熱のアクション描写は当時の日本映画では珍しく大きな話題を呼んだ。
数々の便乗企画を産み出した東映社長の岡田茂は、『新仁義なき戦い 組長の首』のカーアクションを観て、日本で1975年大ヒットしたアメリカ映画『バニシングin60″』とミックスしてカーアクションで映画を作れ、と号令をかけた。同年夏公開の『トラック野郎・御意見無用』が、公開まで期待薄だったにもかかわらずド派手なデコトラのインパクトが大きな話題を呼んでヒットするや、岡田の頭には「車メインで押す企画もありではないか？」という考えが閃いていた。続く千葉真一、岩城滉一出演、石井輝男監督の『爆発! 暴走族』のヒットと併せて、岡田には「車・バイクをメインにした作品はいける」という確信が溢れた。そこから結実した企画が、物量で押すカーアクションをメインとした本作である。深作は日本映画の土壌でハリウッドで作るようなカーアクションは不可能と判断し最初は反対していたが、結局この企画を受けた。

### 脚本
出だしの導入部分を深作が、中盤は田中陽造が、後半のアクションシーンを神波史男が書いた。

### キャスティング
主演は『新仁義なき戦い 組長の首』でもハンドルを握りカースタントを演じた渡瀬恒彦。渡瀬は実生活でもカーマニアとして知られていた。同作で車内に同席した小林稔侍が渡瀬の相棒役で登場する。

### 撮影
宣伝文句には「激突車30台、炎上車20台、登場車200台」と吹聴されたがそこまで車は登場しない。カーアクションシーンを担当したのはノンクレジットのB班監督・関本郁夫である。
今日の映画では考えられないが、封切一週間ちょっと前に滋賀県琵琶湖でロケをやっていたという。

## 作品の評価
白石和彌は「東映さんも実録物も割と早い段階でネタがなくなって、その世界観を利用して作った『資金源強奪』とか『暴走パニック 大激突』とか、より劇画化した映画がけっこう好きです」などと述べている。